# 高種
高种（?—?），字子来，福建闽侯人，清朝及中华民国法学家。

## 生平
高种毕业于日本中央大学。归国后，应清朝留学生考试，获授法科举人。此后他参与了《大清民律草案》的修订工作，该草案的继承编即由高种和陈箓起草。